# Nikola Kovacsev
Nikola Dimitrov Kovacsev (bolgárul: Никола Димитров Ковачев, Blagoevgrad, 1934. június 4. – Szófia, 2009. november 26.) olimpiai bronzérmes bolgár válogatott labdarúgó, edző.
A bolgár válogatott tagjaként részt vett az 1962-es világbajnokságon, illetve az 1956. és az 1960. évi nyári olimpiai játékokon.

## Sikerei, díjai
CSZKA Szofija
- Bolgár bajnok (14): 1956, 1957, 1958, 1958–59, 1959–60, 1960–61, 1961–62, 1965–66, 1968–69, 1970–71, 1971–72, 1972–73, 1974–75, 1975–76
- Bolgár kupa (6): 1960–61, 1964–65, 1968–69, 1971–72, 1972–73, 1973–74

Bulgária
- Olimpiai bronzérmes (1): 1956